# Enrique Ramírez de Saavedra
Enrique Ramírez de Saavedra y Cueto, iv duque de Rivas, (La Valeta, 30 de septiembre de 1828-Madrid, 7 de noviembre de 1914) fue un literato y político español de la Restauración.

## Biografía
Nació en La Valeta el 30 de septiembre de 1828. Sus padres fueron Ángel de Saavedra, duque de Rivas, y María de la Encarnación de Cueto, que a la sazón se hallaban exilados en la isla de Malta.
Cultivó la literatura como su progenitor, publicando poesía, novela histórica y libros de cuentos. Fue académico de la Española, donde tomó posesión de la silla d el 14 de mayo de 1863, y perteneció también a la Sevillana de Buenas Letras.
Reinando Isabel II, fue su ministro plenipotenciario en Florencia. Tras la Restauración fue elegido senador por la provincia de Madrid en 1876; al año siguiente, el rey Alfonso XII le nombró senador vitalicio, y ejerció esta magistratura hasta el fin de sus días. También desempeñó los cargos de concejal y teniente de alcalde del Ayuntamiento de Madrid.
Falleció en la villa y corte el 7 de noviembre de 1914.
Ostentó el título nobiliario de duque de Rivas (1866), con grandeza de España de primera clase, y los de marqués de Auñón (1850), de Andía (1868), de Villasinda (1868) y de Bogaraya (1911). Fue caballero de la Real Maestranza de Sevilla y gentilhombre de Cámara con ejercicio y servidumbre de los reyes Isabel II, Alfonso XII y Alfonso XIII (12 de febrero de 1851).

## Condecoraciones
- Caballero de la Orden del Toisón de Oro (10 de abril de 1900).[12]
- Caballero gran cruz de la Orden de Carlos III (7 de diciembre de 1854).[13]